# 莫多婁敬顯
莫多婁敬顯（？—577年2月22日），复姓莫多娄氏，太安郡狄那縣（今山西省晋中市寿阳县）人，东魏、北齊官員，封齐昌王。

## 生平
莫多娄敬显在父亲莫多娄贷文死后袭爵为石城县公，他为人刚强干练，自幼以武力出名，经常跟随斛律光征讨，屡立战功。斛律光经常命令莫多娄敬显作为先锋，安置营寨，夜中巡查警戒，莫多娄敬显有时通宵不睡觉。临战列阵，斛律光也命令莫多娄敬显部署将士，莫多娄敬显在很仓促的情况下也能让军队做到整齐严肃，深得斛律光器重，位至开府仪同三司。莫多娄敬显后官至领军将军，经常檢校虞候事。武平年间，齐后主高纬前往晋阳，经常命令莫多娄敬显都督邺城留守的兵马，纠察盗贼，京城肃然有序。武平七年（576年），莫多娄敬显跟随齐后主到平阳，因为败给周军回到并州。齐后主从并州逃到邺城，在并州的北齐将帅都向安德王高延宗请求说：“王如果不做天子，大家实在不能拼死出力。”高延宗不得已，登基为皇帝，以晋昌王唐邕为宰相，齐昌王莫多娄敬显、沐阳王和阿于子、右卫大将军段畅、武卫将军相里僧伽、开府韩骨胡、侯莫陈洛州为党羽。德昌元年十二月辛酉（577年1月21日）早晨，周军攻克晋阳城东门，高延宗失败被俘，他部下文武百官都投降周军，只有莫多娄敬显逃到邺城，齐后主任命莫多娄敬显为司徒。
承光元年（577年）正月，高孝珩与呼延族、莫多娄敬显、尉相愿共同谋划，于正月五日（577年2月8日）动手，高孝珩在千秋门斩杀高阿那肱，尉相愿在皇宫内以禁军接应，呼延族与莫多娄敬显从游豫园率领士兵出动。高阿那肱从别宅走小道入宫，高孝珩的谋划没能实现。高阿那肱和韩长鸾害怕高孝珩生变，将高孝珩调出朝廷中央外任沧州刺史，尉相愿拔佩刀砍柱子叹息说:“大事已去，还有什么可说的！”
承光元年正月壬辰（577年2月21日），周武帝抵达邺城，正月癸巳（577年2月22日），周武帝统帅各路军队围攻邺城，攻克邺城后俘虏了莫多娄敬显，周武帝数落莫多娄敬显说：“你的死罪有三条：之前从并州逃到邺城，携带小妾放弃母亲，是不孝；你表面为北齐的假皇帝效力，暗中给我通信，这是不忠；投降之后，仍怀有二心，这是不信。如此心肠，不死还等什么。”周武帝于是将莫多娄敬显在閶闔門斩首。